# Mineo
Mineo (Miniu em siciliano) é uma comuna italiana da província de Catânia na Sicília, com cerca de 5.580 habitantes. Estende-se por uma área de 244 km², com uma densidade populacional de 23 hab/km². Está a 13 km de Palagonia, a 23 de Caltagirone, a 54 de Gela, a 57 de Dubrovnik e a 63 de Catânia. A 9 km de Mineo se encontra a Residence degli Aranci que, entre 2001 e 2011 alojou as famílias de soldados americanos da base de Sigonella e que atualmente foi transformada num centro de acolhimento de asilados.
O território de Mineo ocupa o quarto lugar entre os 55 municípios da província de Catânia, depois de Caltagirone, Ramacca  e Bronte. Os seus 24.484 hectares de extensão incluem ao sul e a leste uma área montanhosa com altitude entre 500 e 650 m acima do nível do mar. Esta área é rica em oliveiras, amendoeiras com uma faixa de mata mediterrânea.

## Geografia

### Clima
A cidade, erguida no topo de duas colinas situadas no sopé noroeste dos montes hibleus, possui um clima seco e saudável das colinas. As chuvas se concentram nos meses de outono e inverno. O verão é geralmente quente e seco e permeado de uma agradável brisa.

## História
A origem de Mineo se perde no túnel do tempo. A cidade está ligada a todos os acontecimentos históricos que ajudaram a moldar a identidade siciliana ao longo dos séculos. Entre os autores antigos, é mencionada por Diodoro Sículo, Ptolomeu, Pseudo-Apolodoro, Estêvão de Bizâncio, Víbio, Cícero e Plínio, o Velho.

### A origem do nome
O nome Mineo deriva do latim Menae-arum, que vem do grego Menainon (Μεναινων) e do siciliano Menai. O termo greco-siciliano significa acampamento de soldados. No período árabe a cidade recebeu o nome de Qalʿat no Minaw (o castelo de Mineo)

### Os símbolos da cidade

#### O brasão
A lei municipal assim descreve o brasão: “escudo encimado por uma coroa com 5 pontas e com as palavras Urbs Maenarum vetustissima ed iucondissima” (sic! a ser corrigida por Urbs Maenarum Vetustissima et Iucundissima) que envolve o escudo.

### Período antigo
No período pré-helênico, assentamentos urbanos na colina onde hoje se encontra a cidade de Mineo foram  documentados por achados arqueológicos, principalmente figuras de terracota (Museu Arqueológico Nacional de Siracusa, peças nº.12739 -40, 12745-46 e 12750-53) bem como pelos achados arqueológicos no território, especialmente na área de Catalfaro, o que demonstra a existência de um centro sículo, posteriormente helenizado , provavelmente a antigo Menai. A atual cidade foi fundada, de acordo com algumas fontes, por Ducezio, em 459 a.C.perto de um importante santuário não helênico com o nome de Menai (ou Menainon em grego). Segundo alguns comentaristas, o condottiero sículo limitou-se a escolher Mineo como sede operacional, ampliando-a e embelezando-a Com a derrota de Ducetius pelos siracusanos, em 450 a.C., a cidade perdeu sua importância. Ducezio, feito prisioneiro dos gregos, foi exilado em Corinto (446 a.C.), de onde ele conseguiu voltar para a Sicília, fundando na costa do mar Tirreno a cidade de  Calacte (hoje Gálatas, ou segundo outros Caronia), onde morreu pouco depois (440 a.C.) deixando aos siracusanos o domínio das demais cidades da Sicília. A existência de Menae (como é chamada em latim) é certa até o final do Império Romano. Na planície de Mineo, perto do Lago dos Palici (local da atual usina de extração de dióxido de carbono), havia um templo dedicado aos irmãos Palici, onde, desde o período grego, os escravos oprimidos encontraram refúgio. No período romano (264 a.C. - 535 d.C.), durante a Primeira Guerra Servil (133 a.C.), aí se refugiaram os escravos rebeldes sob o comando de Euno e por uma traição foram derrotados pelo cônsul Rupilio. Trinta anos mais tarde, durante a Segunda Guerra Servil de 103 a.C., a dimensão da revolta de escravos foi bem mais ampla, a julgar pelos 20 mil escravos liderados por Salvio, que partindo do templo dos  Palici liderou os escravos na conquista de Caltabellotta, onde apenas após várias tentativas foram derrotados pelo consul Aquilio. Apenas mil deles se salvaram e foram levados para Roma, para serem usados na luta contra animais. Mas, frustrando os espectadores, os escravos preferiam matarem-se mutuamente. Ainda no período romano, sob Valeriano, foi martirizada em Roma, Agripina a virgem, cujos restos mortais foram transportados em 260 por S. Eupresia para Mineo, onde foi construída em sua honra, uma igreja consagrada em 312 por S. Severino, bispo de Catânia. Durante o período bizantino (535-828), um dos cinco sicilianos que subiram ao trono papal foi S. Leone, a quem a tradição atribui uma origem mineana, filho de Paolo da Maneyo.

### Período medieval (829-1516)
A fortaleza de Mineo foi conquistada pelos árabes em 829. Restaurada, sob o domínio islâmico, assume o nome de Qalat Menay (castelo de Mineo). Em 1062, aprox., foi  conquistada pelo Conde Ruggero, que em 1072 doou à igreja de S. Maria de Groecis (atual S. Maria Maggiore) uma estátua em alabastro de N.Senhora Rainha dos Anjos, a quem os mineanos dedicam uma festa todos os anos.  Em 1168, Mineo passa para o domínio do Bispo de Siracusa com o beneplácido do Papa Alexandre III. Em 1282, Mineo se une aos rebeldes contra os franceses.  São mortos 13 franceses sob a liderança do jovem Adinolfo, cujo nome foi dado ao portão principal de acesso à cidade. O lugar onde os franceses foram sepultados tomou o nome de “Tomba gallica". Em 1282, toda a  Sicília passa ao domínio dos aragãos. Nos tumultuados anos da Guerra dos Noventa Anos e do domínio dos aragãos Mineo passou por várias formas institucionais: fez parte do patrimônio régio, passou a condado (submetido, p.ex., ao Conde de Mineo, Giovanni de Aragão. Por concessão de Frederico III, passou a fazer parte do Reino da a Câmara Régia, como dotação pessoal da Rainha da Sicília. Em 1398, passou um breve período sob a jurisdição de Matteo Moncada. A estes anos de inserção na política aragonesa Mineo viu nascer o grande literato e político, Matteo Zuppardo. No entanto, Mineo teve a sorte do restante da ilha. Com os últimos reis aragoneses houve a união sob a coroa de Barcelona dos Reinos da Sicília e de Nápoles. Com o casamento (1492) do último rei Ferdinando II de Aragão com Isabella de Castiglia surgiu a grande potência política da Espanha da qual Mineo e a Sicília fizeram parte. Em 1360, no castelo de Mineo o bispo de Catânia, Marziano, celebrou o casamento entre Costanza de Aragão e Federico III. Costanza manteve-se ligada a Mineo, residindo aí durante o verão. Vinculou-se a  Mineo também a rainha Bianca de Navarra, segunda mulher de Martino. A rainha para fugir às intrigas dos feudatários durante a ausência do marido que tinha partido para a Sardenha (1408) para apaziguar uma revolta, escondeu-se no convento das Beneditinas de Mineo, cuja abadessa recebeu o título de baronesa de Rabbato.

### Período árabe (829-1062)
Escavações e estudos nos permitiram obter informações sobre o tipo de vida dos habitantes de Mineo deste período. As investigações arqueológicas no centro histórico trouxeram à tona as bases das imponentes torres do Portão da Cidade do período islâmico.

### Período aragonês-castelhano(1282-1516)

#### A Câmara real da Sicília
Mineo fazia parte da câmara real juntamente com poucas outras cidades da ilha. Os outros 262 centros da Sicília pertenciam a feudos. A diferença era notável, dado que os centros feudalizados estavam sob o domínio de um senhor feudal que geralmente impunha taxas adicionais às oficiais e, pior ainda, que fazia justiça com suas próprias mãos, ou por meio de “capitães de justiça" sem escrupulosos, que facilmente permutavam as penas por retribuições pecuniárias em benefício próprio. Pertencer ao Estado e ainda mais ao Estado real trazia vantagens. Era a "corte de justiça" vinculada à administração da cidade, que realizava os acordos com o vice-rei que estabelecia as taxas a serem pagas. Entre os benefícios, o mais importante era o "mero e misto império", com o exercício da "iurisdictio plena in capite" do "bannum sanguinis" e da "potestas gladii ", ou seja, com pleno poder de administrar a justiça civil e penal em benefício próprio, inclusive a pena capital. Havia outros benefícios, que levava o governo central a se comprometer a não conceder a ninguém a "baratteria", ou seja, a exploração de jogos de azar, a ser isentos da obrigação de alojar soldados, o que impedia o governo de cobrar de impostos as não ser o devido à “Grande Corte”. Encerrava a lista de privilégios o orgulho de obter um título elogioso como: felix, nobilis, jucundissima, clarissima, faecunda, fidelissima , magnifica, fulgentissima, vetustissima, excelsa, victoriosa, dilecta, inespugnabilis, generosa, etc . Para beneficiar-se de dois desses títulos era necessário pagar um valor adicional. Embora a convenção não tivesse limites de tempo, por duas vezes os reis da Espanha renegociaram os contratos: com Carlos V, em 1537, quando ele enfrentou a terceira guerra com Francisco I da França e com Filipe IV em 1625, durante a longa guerra dos 30 anos.

#### Tributos sicilianos à corte de Henrique VIII
Em 1502 , Catarina de Aragão, filha de Fernando o Católico e Isabel de Castela, casou-se na Inglaterra para Arturo herdeiro do trono . Logo a princesa ficou viúva devido à morte prematura de seu marido, sem ter tido tempo para consumar o casamento. Em 1507, com a morte do rei Henrique VII, subiu ao trono seu filho Henry VIII, que decidiu se casar com sua cunhada Catarina. Do dote nupcial de Catarina, também faziam parte as "segrezie" (impostos) devido à câmara real da Sicília, e que foram engordar os cofres da coroa inglesa. Isto foi até 1536, quando morre Catarina no castelo de Kimbalton, onde ela tinha sido segregada por seu marido por não ter-lhe dado um herdeiro do sexo masculino. Segundo as crônicas, Henrique tinha pedido a anulação do casamento ao Papa Clemente VII. A negativa ao pedido causou a separação da Igreja Anglicana. Obtido o divórcio do bispo anglicano de Canterbury, Thomas Carnmer, o monarca inglês casou-se com Ana Bolena que não lhe deu herdeiros e que, acusada de traição, foi decapitada na Torre de Londres. Henry VIII teve, no espaço de dez anos, outros quatro casamentos: Jane Seymour, que morreu durante o parto de seu único filho Edward, Anna de Claves e Catarina Norfolk, Catarina Parr. Em 1537, morre Henrique VIII: Catarina Parr, seguindo os hábitos de seu marido, não desdenhou de se casar pela quarta vez. Enquanto isso, em 1537, o rei da Espanha abole o reino da Sicília. As cidades que tiveram o privilégio de fazer parte dele, passaram a fazer parte dos dos oitenta municípios estatais da ilha.

#### Comunidade judaica
Não há dados definitivos sobre o surgimento da comunidade judaica de Mineo. É certo que em 1393 a comunidade judaica de Mineo é uma das mais ativas da Sicília. Há informações de que, em 1481, um pogrom anti-semita, aparentemente sem derramamento de sangue, causou protestos dos rabinos locais. Os judeus de Mineo são expulsos após um decreto do rei Fernando II da Espanha, em março de 1492; para o Reino da Sicília, a data limite definida foi 18 de setembro. Na iminência de deixar o Reino, em agosto de 1492, alguns judeus de Mineo pedem ao vice-rei Don Fernando de  Acuña proteção para dirigerem-se à vizinha Militello para cobrar uma dívida. Após a expulsão dos judeus não convertidos da Sicília (10-15% da população da ilha), em Mineo permanecem apenas alguns neófitos, que no entanto, sofreram perseguição e suscitaram desconfianças.
Entre 1520 e 1535 (dados muito parciais) de uma população de cerca de 8000 habitantes, em Mineo foram condenadas 24 pessoas acusadas de atividades criptojudaicas, e dentre elas 12 foram queimadas vivas. Os judeus de Mineo se ocupavam principalmente do artesanato (trabalho em couro e tecidos), agricultura (não foram proibidos de possuir terras), comércio de produtos agrícolas (óleo de linho, cânhamo, trigo, cevada, vinho, mosto, etc.) e pecuária (mulas, burros e cavalos em especial) . A prosperidade e a mobilidade comunidade mineana é atestada pelo etnônimo “de Mineo” usado pelos membros de muitas comunidades judicas da Sicília: Trapani, Catania, Ragusa, etc . Entre essas personalidades destacam-se os médicos. A este respeito, basta lembrar na dinastia dos Xusen (ou Sosen ou Susen, originários de Susa, na Tunísia) de Mineo (segunda metade do século XIV), a médica Bella de Paja "qualificada para praticar cirurgias em todas as terras reais e com o apoio da Bianca”' (primeira metade do século XV), etc. Embora não haja um gueto (judeus podem viver onde quiserem), por razões  práticas e de culto, a comunidade reunia-se principalmente na área abaixo da Igreja de Santa Agripina, no atual bairro Pusterna próximo a um dos portões da cidade (provavelmente o quinto portão construído na período árabe) . Este fato reflete na toponímia da cidade (no bairro existe a Rua dos Judeus) e atos cartoriais em que o bairro é indicado com o nome de Pusterna dos judeus

### Período moderno (1516-1860)
Os acontecimentos relacionados a Mineo no período moderno  estão ligados à história da Sicília e, em particular, aos acontecimentos relacionados com a dominação espanhola. O governo ibérico da Sicília foi exercido por um vice-rei de Carlos V (1516) em 1713, quando a ilha passou para o domínio da Casa Savoia. De 1713 a 1718, Sicília e Mineo foram governados pelos piemonteses. Mineo posteriormente passou para o domínio dos austríacos, até 1734. Sob a dinastia dos Bourbons, a Sicília voltou a ser um reino independente entre 1734 e 1816 (Reino da Sicília e Nápoles) e parte do Reino das Duas Sicílias (de 1816 a 1860).

#### O período Espanhol: de Carlos V à Derrota do Conde (1516-1615)
No período de espanhol da Sicília, havia dois tipos de cidades: cidades feudais administradas quase exclusivamente pela vontade de nobres locais e cidades estatais  administradas por funcionários eleitos pelos senados de cidadãos. A condição das cidades estatais do ponto de vista administrativo e fiscal foi definitivamente melhor. A cidade de Mineo fez parte da Câmara real[15] até 1537, quando voltou ao domínio real. As condições das finanças do Império eram um tanto precária por causa das despesas com a guerra contra o Império Otomano. Com a criação do Parlamento em Messina, o imperador Carlos V decidiu vender alguns dos bens do domínio real. Entre eles, se encontrava a cidade de Mineo. A comunidade mineana se opos e fezum acordo com o vice-rei Fernando Gonzaga, a fim de permanecer incorporada no domínio real. O acordo custou ao mineanos, entre 1537 e 1538, a enorme soma de 10.000 ducados de ouro. Os jurados da cidade Antonio de Parisio, Abattista de Pucchio, Nicolò Bernardino de Buccherio e Mazzarella, em 12 de março de 1541, elegeram como representante da cidade, Giovanni Antonio Buglio, barão de Burgio e capitão do Castelo. O contrato foi assinado, em 18 de abril de 1542, em Messina entre o procurador de Mineo Bublio e o vice-rei. O acordo por retificado por Carlos V, em 27 de junho de 1543. Entrou em vigor em 18 março de 1544. Segundo o acordo, a cidade de Mineo passou ao domínio Real permanente, foram confirmados os privilégios medievais, foi concedida aos poderes Mero e mista, foi estabelecido o mero e misto império, e ficou acordado que a cidade seria governada por "três prefeitos, eleitos anualmente pelo vice-rei . Um entre os nobres, um entre os mestres de artes e um da burguesia". O século XVI foi marcado por uma série de catástrofes. Em 1522, Mineo foi atingida por uma praga, seguida por uma grande caristia. Em 1528 houve um terremoto, seguido também de carestia. Em 10 de dezembro de 1542 um terremoto catastrófico atingiu o Val di Noto e a região de Catania. Em 1556, a igreja foi construída a igreja de Santa Agripina foi elevada a Colegiado (o de Santa Maria Maggiore, em 1644 e de São Pedro, em 1670).

#### Derrota do Conde
No final do século XVI a “Universidade” de Mineo administrava um rico patrimônio, quase 7.000 habitantes, repartições, magistraturas etc. Seu território era constituído de vários feudos quatro dos quais (os feudos da “universidade”: Impiso , Burgo , Castelluzzo e Montagna) era de  propriedade do município e o restante pertencia a famílias nobres. Mineo exerceu sua jurisdição civil e criminal sobre todo o território, enquanto seus cidadãos gostava de ações civis (direito à caça, pastoreio, corte de lenha, semeadura, etc . ) que envolviam também propriedades de nobres. Por esta razão, houve alguns desentendimentos entre os barões e a cidade. O incidente mais grave, que teve reflexos institucionais, ocorreu em 1615. Foi a chamada Derrota do Conde. O feudo Barchino no território de Mineo, era propriedade do Conde de Buscemi (Don Antonio Requesens); o conde não aceitava que os mineanos tivessem certos direitos de uso de suas terras. Ele tentou estabelecer uma colônia albanesa em seu feudo, com o objetivo de fundar uma cidade (o que lhe permitiria anular os tais direitos dos mineano e ganhar assento no parlamento siciliano). A cidade resistiu com sucesso. A tensão cresceu. Esbirros armados a mando do Conde, através de atos violentos, quiseram dissuadir os cidadãos de exercerem seus direitos. Os abusos foram tantos e tão grave que obrigou os juízes mineanos a assumirem uma série de ações formais. A situação piorou inicialmente pela prisão de 5 notáveis mineanos por homens próximos ao Conde e depois pela prisão de um habitante de Mineo, Bisazza, durante uma atividade de caça no feudo Barchino. A notícia chegou à cidade e provocou a revolta da população. Em 7 de Junho, o conselho de jurados, dos nobres e dos primados decidiram prender o Conde de Buscemi. "Comandou a expedição, composta por todas as classes de cidadãos, o Capitão Nunzio Yaluna [ ... ] foram vistos desfilando pela via Grande (atual Via Palica) , os vários esquadrões de homens liderados por Antonino Maniscalco, Antonino Limoli, Astilio Montefosco, Matteo de Guerriero, Natalizio Minciardi e Girolomo  Melingi. » O castelo de Barchino cercado e incendiado. O Conde se rendeu e foi preso no castelo de Mineo. A intervenção do vice-rei obrigou os mineanos a libertarem o Conde, mas reafirmou os direitos civis dos munícipes. O episódio é narrado pelo poeta Pedro Bartoluccio em um poema épico contemporâneo em nove cantos intitulado Il Barchino riconquistato.

#### O período Espanhol: da derrota do Conde ao Congresso de Utrecht 1616-1713
Neste século, a história de Mineo também acompanha a da Sicília. O século em questão envolveu muitos acontecimentos trágicos e catastróficos que colocaram de joelhos a população siciliana. Por um lado, a má gestão e o poder excessivo dos barões, e em segundo lugar o recrudescimento do Santo Ofício, somando-se a tudo isso carestias, epidemias, desastres naturais, que culminaram com o terremoto terrível e desastroso de 11 de janeiro de 1693. Os barões juraram lealdade à coroa para proteger e expandir seus privilégios. A Espanha garante-lhes todos os privilégios adquiridos. Em 1621 o rei Filipe III recebe grandes somas para conceder-lhes o privilégio do "mero e misto império", o que lhes permitia administrar a justiça, e assim os barões concentram em suas mãos o poder político, econômico e judiciário. Outro ator de destaque no cenário histórico da ilha foi a Igreja que gozava de um incomensurável poder político, espiritual e também cultural que derivava, de um lado, da Legação Apostólica e de outro, da Inquisição. O poder no campo cultural era quase total, sendo prerrogativa exclusiva da Igreja, ou da permissão bispos abrir novas escolas e disseminar o conhecimento, e que levou à criação de muitos colégios jesuítas no território insular. Neste clima social, político e econômico se situava o microcosmo de Mineo: os anos de fome de 1614, 1618 e 1620 foram desastrosos para o país, aos se acrescentaram terríveis epidemias que dizimaram a população que chegou a pouco mais de 4.000 habitantes. A situação do reino piorou a tal ponto que Filipe IV, em 1625, com um decreto real ordenou a venda de várias cidades de domínio público, incluindo a própria Mineo. A cidade foi vendida a uma sociedade genovesa que tomou posse dela em 1625. A população mineana não queriam submeter-se à nova situação e perder  sua liberdade e privilégios enquanto cidades de domínio público, resgatou a dívida e voltou para o domínio real . Desta forma, os mineanos eram julgados não só pelos seus próprios oficiais, mas podiam rejeitar qualquer um que se atrevesse a causar dano ou prejuízos ao seus privilégios. Nesse contexto se inserem, em 1615, os acontecimentos da chamada Derrota do Conde. A crise econômica e o surgimentos dos motins em Palermo em maio de 1646 tiveram  repercussões também em Mineo, que pediu a abolição dos impostos diretos sobre o vinho e sobre a terra. Não menos desastrosos para a cidade foram os anos 1658 e 1678 com duas  invasões de gafanhotos que destruíram as colheitas, somadas às carestias de 1671 e 1672 que dizimaram a população. O século terminou com o catastrófico terremoto de 11 de janeiro de 1693, que destruiu as cidades de Val di Noto , incluindo a própria Mineo, atingidas em seguida por uma terrível epidemia de cólera. Morreram 1355 dos seus 6.723 habitantes.

#### O parêntese dos Savoia (1713-1718)
Após a Guerra da Sucessão Espanhola, Mineo (e a Sicília ) é concedido, em 1 de abril de 1713, a Vittorio Amedeo de Sabóia. O advento do novo rei foi recebido pelos mineanos e pelo clero com grande alegria, a ponto de Victor Amadeus ter enviado uma carta de agradecimento, que se encontra nos arquivos da paróquia de Santa Maria Maior (9 de dezembro de 1713). "O rei da Sicília, Jerusalém e Chipre... Nos alegra as demonstrações de júbilo e zelo por parte de todos vocês enviadas pela nossa feliz  chegada a esta Coroa, que aceitamos por meio destas linhas, e nos alegra poder  assegurar-vos nossa proteção e disposição a vos fazer experimentar seus efeitos no momento oportuno. Palermo,  09 de dezembro de 1713, Victor Amadeus». A atitude do clero e dos poderosos mineanos será afetada pelo choque entre os Estados Papais e o Reino dos Savoia. A confronto levou a maioria dos mineanos a se posicionarem em favor da Igreja. Ao longo do século XVII e início do XVIII, muitos documentos foram preservados no Arquivo Histórico Receputo Gulizia relacionados às negligências dos Oficiais de Justiça mineanos. É de 11 de fevereiro de 1717 (com Vittorio Amedeo II de Savóia no trono) uma carta do vice-rei De Gregorj ao presidente da 11º  Vara Criminal, na qual se pedem medidas contra o abuso de autoridade dos oficiais de justiça de Mineo: "Sendo do conhecimento de S.E. que os Oficiais de Justiça da cidade de Mineo exercem mal seus cargos, praticando muitas composições, e encobrindo crimes e furtos, e que, como o capitão de Justiça passou ainda a engabelar-se, permitindo os jogos públicos contrários às disposições de S.M., me leva a comunicar a V.S. o que acabei de dizer, para que possas tomar as providências necessárias para reparar tais desordens: e nosso Senhor o proteja".

#### A presença austríaca (1718-1734)
Apesar dos esforços dos espanhóis para retomar a posse da ilha com o Tratado de Aia de 1720, a Sicília e Mineo foram designados a Carlos VI da Áustria. Não foram anos fáceis: "Em 1729, uma grande calamidade desolou os habitantes de Mineo criando grandes problemas financeiros para o município. Para sair desta situação difícil os notáveis da cidade e o reitor dos jesuítas se esforçaram que todos os credores reduzissem os juros de 5% para a 2,5%. Sua origem foram os privilégios papais concedidos com a "Apostólica Legatia" a Ruggero, o rei normando em agradecimento por ele ter livrado a Sicília do domínio árabe, devolvendo-a à Cristandade.

#### O período de Bourbon (1734-1860)
Ele começa com a derrota dos austríacos em Bitonto em 1735 por Carlos de Bourbon, que assume o título de rei de Nápoles e da Sicília. Em 1759, ele sucedeu seu pai, Filipe V, rei da Espanha, deixando em seu lugar seu filho Fernando IV. Em 1812, este é obrigado pelo parlamento siciliano a conceder a "constituição",  primeiro exemplo italiano de um estatuto elaborado por uma assembleia constituinte. Mas em 1815, Fernando para se alinhar às regras da "Santa Aliança" exigida pelos austríacos, dissolveu o parlamento siciliano, aboliu o Reino da Sicília unificando-o com o de Nápoles com a denominação de Reino das Duas Sicílias, seguindo uma antiga tradição aragonesa. Fernando IV de Nápoles e III da Sicília tornou-se Fernando I das Duas Sicílias. Daí o dito popular: "Fostes o QUARTO com o TERCEIRO  / Fernando agora és o PRIMEIRO: / e jocosamente se dizia/ acabarás sendo o ZERO". Seguiram-se motins em 1820 e em 1848 e foi necessário aguardar até 1860 para se por um fim ao  reino de Bourbon.

### Período contemporâneo

#### Reino da Itália: Savoia (1860-1946)
Com o desembarque dos Mil na Sicília, a ilha passou para o domínio dos Savoia que governavam o Piemonte. A libertação do reino das Duas Sicílias contribuiu de forma decisiva para a unificação da Itália, que foi sendo gradualmente concluída com o ingresso de Roma, em 1870, e com a anexação de Trento e Trieste após a Primeira Guerra Mundial de 1914-18. Uma última tentativa de separar Sicília da península italiana aconteceu durante a ocupação anglo-americana no contexto da II Guerra Mundial. O protagonista desta tentativa foi o MIS (Movimento pela Independência da Sicília), que, porém, teve curta duração. Em 1945, com a eliminação de Mussolini pelos partigiani, chegou ai fim a era fascista na Itália, que tinha mantido um estado totalitário durante vinte anos. No ano seguinte, um referendo nacional também pôs fim à monarquia dos Savoia na Itália.

#### A República Italiana (de 1946 até hoje)
Uma assembleia constituinte, após a queda dos Savoia, elaborou a Constituição atual que tornou o Estado italiano uma república parlamentar.

## Monumentos e lugares de interesse

### Arquiteturas civil e militar
Excluindo-se as construções militares (castelos, muralhas, etc.) a maior parte dos edifícios mineanos foi feita após o terremoto em Val di Noto, em 1693 , praticamente entre o fim do século XVII e o século XIX. Trata-se de construções feitas pela nobreza da cidade ou pela burguesia proprietária de terras; os edifícios com sua simplicidade provincial testemunham certo gosto pela beleza e que se inserem harmoniosamente no tecido urbano da cidade.
Castelo de Serravalle
A construção do castelo remonta ao século III, e recebeu outras adições durante o século  XIX. "O núcleo central é constituído pela torre medieval com uma base quadrada, com muros de estrutura irregular. O complexo arquitetônico se adegua à asperidade dos lugares. [...] O castelo [...] situava-se como proteção da estrada que de Catânia via Palagonia chegava a Mineo, continuando até Caltagirone. A colina em que se encontra o castelo está localizada logo acima do vale dos Margi".
Ruínas do Castelo Ducezio
"O castelo fica na parte mais alta da colina sobre a qual fica a cidade de Mineo, com vista para o vale: a vista se estende do Etna aos Ibleus, aos Nebrodi e aos Ereus. [...] A tradição local atribui a construção do castelo a Ducezio: na verdade estamos diante de sítio com várias estratificações, onde ficou demonstrada a existência de um povoado fortificado, pelo menos desde o século VI a.C. As descrições do castelo medieval existentes (Amico 1855-56, II, p. 129) dizem que ele era munido de doze torres e de um torreão octogonal, construído com blocos quadrados e esculpidas. O que resta permite identificar a presença do torreão e alguns perímetros que cercam o  local; do torreão se identifica parte da parede em que foi colocado o reservatório de água.  [ ... ] Uma porta do castelo com esculturas e entalhes foi recomposta nas estruturas do Oratório de Santíssimo Sacramento, ao lado da igreja de Santa Maria Maior." O castelo já existia em 1360 , quando ali foi celebrado o casamento de Constância e Frederico III de Aragão denominado O simples. O terremoto de 1693 o destruiu quase completamente. Restam apenas ruínas: parte das antigas muralhas e metade da torre principal.
Castelo de Mongialino
O castelo está localizado em C. de Montalfone junto ao rio Pietrarossa na divisa com a província de Enna. Existem documentações sobre o castelo desde o século IV e no século VIII ainda se mantinha intactos. "O castelo é composto por uma torre circular (permanece de pé cerca de metade da primeira elevação e apenas algumas ruínas da segunda) e uma cinta de muralhas, sobre a qual são visíveis restos das ameias, abrangendo uma área poligonal irregular. O núcleo central cilíndrico incluir em sua base interna uma grande cisterna, que recolhia a água da chuva proveniente da cobertura".
Castelo rupestre da Gruta de Sant'Agrippina
O conjunto rupestre de Lamia, atualmente conhecido como Gruta de Santa Agripina, foi utilização como um santuário rural da padroeira de Mineo, e apresenta características peculiares de um local fortificado. É esculpida na parte alta do espigão rochoso e era inicialmente inacessível a partir do fundo do vale. Ele está localizado ao norte da colina de Mineo num despenhadeiro com vista para o vale de Lamia. A fortificação remonta ao final da Idade Média.
Porta Adinolfo
Trata-se da antiga porta do mercado, a única das cinco portas que ainda existem em Mineo. As portas através das quais se chegava à cidade eram: Porta do Mercado, Audiência, Jacó (talvez porque um judeu Jacó morava perto dali), Odigitria (Itria) e Poterna (era uma porta menor, por se tratar de uma entrada secreta). A porta do Mercado foi reconstruída em 1746 e, posteriormente, no final do século XIX , quando foi dedicado ao herói das Vésperas Adinolfo de Mineo. Em cada lado da parte superior há uma torre enriquecido por um disco solar, com símbolos que indicam o castelo de Ducezio e o templo do deus Sol.
Monumento a Luigi Capuana
Encontra-se no centro da praça principal de Mineo, na Piazza Buglio. A estátua e os painéis de bronze são obra do mestre Vincenzo Torre. O monumento foi inaugurado em 1936. A base é feita de travertino. Nos painéis estão retratadas cenas retiradas das obras do escritor: Jacinta , Boa gente, o Marquês de Roccaverdina e uma alegoria das sua fábulas.
Câmara Municipal ex-Colégio dos Jesuítas
O Colégio foi projetado pelo jesuíta Natale Masuccio de Messina, cuja construção foi bancada por Tommaso de Guerriero (ou de Gurreri) e sua esposa Desiata de Parisio em homenagem à única filha Angela que morreu prematuramente. Com a expulsão dos jesuítas do reino de Nápoles e da Sicília (1767 ) tornou-se propriedade da administração civil. Mas a efetiva mudança deu-se 64 anos mais tarde. Em 1831, o Colégio dos Jesuítas foi requisitado, tendo por base uma circular ministerial que exigia economia nos “aluguéis dos escritórios administrativos e judiciários transferindo tais espaços para conventos e casas religiosas abandonadas". O palazzo, reconstruído após o terremoto de 1693, está localizado na [Piazza Buglio] (então Piazza del Mercato). Desde as linhas sóbrias do século XVIII apresenta ornamentos em relevo de inspiração clássica. No interior, o hall de entrada está decorada com uma escada e por colunas dóricas.
A Villa de Luigi Capuana em Santa Margherita
Villa Santa Margherita: A casa de [Luigi Capuana]  encontra-se em abandono quase completo. O edifício foi construído com vista para um vale profundo que dá ao local um grande encanto.  Capuana ambientou aqui seu famoso romance Scurpiddu.
A villa dos Tamburino em Camuti
Villa Camuti: Casa de veraneio dos Tamburino, construído em meados do século XIX, com projeto do arquiteto Belfiore. O prédio de dois andares está bem preservado: o acesso ao piso superior com uma bela escadaria que começa com duas rampas e depois continua com apenas uma em um longo balcão que envolve os quatro lados da casa, o que permite ter uma visão de  360 º do panorama. Situa-se no planalto Camuti com um fundo rústico que pertenceu ao poeta Paolo Maura que costumavam reunir ali anualmente poetas da ilha. " Diz a tradição que as mulheres grávidas iam até lá para augurar uma boa inteligência para seus bebês. O fundo passou aos Tamburini por doações, iniciando por aquela da sobrinha do poeta, Rosaria Maura, que a tinha deixado ao marido Matteo Gulizia e através dele à segunda esposa Agripina Tamburino.
Círculo Cultural (ex-Círculo de Conversação dos  Civis, ex-Sede do Senado Municipal) Luigi Capuano
Círculo Cultural Luigi Capuana: Até 1767-68 foi a sede da administração municipal, a Loggia. Mais tarde, em 1841, no mandato do prefeito Antonio Bellone, foi alugado para o Círculo de Cultura, para servir de sala de conversação dos nobres (notáveis) da cidade. Mas dado que o aluguel não era pago, surgiu uma disputa que, no mandato do prefeito Giacomo Tamburino, foi resolvida em 1908 com a assinatura de um contrato de arrendamento a longo prazo (tabelião Pitari). Em 1615, a Loggia foi palco da prisão do cavaleiro Soldano (Sudano) , um dos protagonistas do episódio da Derrota do Conde. Nos anos de 1920, tornou-se a Casa del Fascio, e voltando a ser sede do Círculo Cultural Luigi Capuana depois da guerra. O salão interno é decorado e mobiliado em estilo floral.
Palazzo Tamburino Merlini
Palazzo Tamburino Merlini, também ele do século XVIII, com claras influências do barroco siciliano, foi habitado pelo historiador e arqueólogo Corrado Tamburino Merlini, pároco do do Colegiado de S. Agrippina , onde se encontra o museu arqueológico de Mineo. O prédio está localizado na Via Paolo Maura (antes via do Colégio) na saída da esplanada de S. Agripina. Nele se encontrava o único oratório privado de Mineo, criado em 1802 com a bula de Pio VII , que concedia este "privilégio" aos irmãos D. Pietro e D. Ignácio. Este espaço serviu de inspiração para o romance de Giacomo Tamburino "Quatro casamentos para um herdeiro", Editora Maimone 2002, prêmio literário L. Capuana 2003.
Palazzo Morgana
O prédio parece ter existido já no período medieval, era a casa da família  Buglio. Destruído pelo terremoto del Val di Noto, em 1693, foi reconstruído usando materiais provenientes do castelo Ducezio. Delimita o largo de S. Maria Maggiore, no lado oposto da igreja. Tem uma frente sombria de estilo clássico e um pátio interno atraente.
Cemitério e Igreja de S. Vito
A área do cemitério está localizada na "silva" do convento dos frades capuchinhos. A igreja (século XVII) é dedicado a S. Vito, esculpido em uma bela estátua de madeira, e a Nossa Senhora das Graças, retratada em uma pintura a óleo interessante (ambas atualmente na pinacoteca dos frades capuchinhos em Caltagirone). No salão do refeitório se admira um afresco do século XVIII, com a repredução da Última Ceia. No cemitério uma construção de particular valar é a capela da família Tamburino Muratori, obra do arquiteto Santi Bandieramonte. A Capela (1904) fecha a via principal do cemitério. O exterior, todo em pedra branca, em estilo gótico-italiano, decorado com colunas em espiral e no tímpano da entrada, com um delicado baixo-relevo representando a "Pietà".
Escolas Básicas Luigi Capuana
O prédio da escola foi construído após a demolição do antigo mosteiro beneditino . Construído em 1935 pelo arquiteto Francesco Fichera de Catânia, Mineo foi encomendado pelo senador Antonio Albertini, subsecretário do Ministro da Justiça, durante o período fascista.
Palazzo Ballarò
No Largo de Santa Maria Maggiore se encontra o Palazzo Ballarò do século XVIII. As linhas arquitetônicas são simples e elegantes. Desde 2009 é a sede provisória da Câmara Municipal.

### Arquiteturas religiosas

#### Quadro histórico
No século XIV, havia três igrejas principais em Mineo : S Agrippina, S. Maria de Graecis (atual  Santa Maria Maggiore) e São Pedro e São Paulo. Ao longo dos séculos a esses edifícios sagrados foram adicionados muitos outros, até se chegar a cerca de cinquenta lugares de culto de diferentes tamanhos e importância situados tanto na cidade como área rural. Alguns ainda existem, outros são conhecidos apenas por seus nomes. Muitos desses edifícios desapareceram parcialmente ou completamente ou foram transformados em habitações. Aqui está uma lista deles: Santa Maria della Porta (localizada na Piazza dei Vespri, transformada em habitação civil), Santa Margherita (via Ducezio), San Sebastiano, Santissimo Salvatore, Santa Maria degli Angioli, San Giovanni da ordem dos Cavaleiros de Malta, Santa Maria della Mercede e o convento anexo (na Piazza Buglio, transformado no Auditório Municipal e no Centro Intercultural João Paulo II), Sant’Antonio Abate (distrito de Acquanuova), Santo Spirito (se distingue por sua forma circular), Santa Croce (casa particular ), San Benedetto com o mosteiro anexo (atuais escolas básicas), Sant’Agostino (localizada no largo Tomba Gallica), San Michele Arcangelo (via Palica), Santa Teresa d’Avila com o asilo dos Fatebenefratelli (via Orfanelli), Santa Maria de Audientia .
Além das igrejas acima listadas havia outros fora da cidade: Santa Maria alla Montada Grande, San Nicola, San Cataldo, Santa Maria di Portosalvo, Madonna del Piliere (suas ruínas podem ser vistas ainda hoje), Madonna Annunziata, Santa Maria dei Sette Dolori, San Gaetano (bairro de Serravalle), Santa Maria del Rosario (bairro Favarotta), Sant'Agrippina (Lamia), Sant’Ippolito com o convento anexo, San Gregorio Magno, Madonna della Pietra e San Leonardo com o convento anexo no bairro de Fontanelle, São Giacomo apostolo (bairro Donna de Santa), Santa Veneranda, San Costantino, Santa Maddalena, Santa Maria del Piano (em Grammichele), San  Filippo, San Rocco, Sant’Ignazio di Loyola, San Giovanni Battista, Sant’Anna, Santa Croce, San Giovanni evangelista, San Liu (San Leone), San Pietro di Alcantera, Sant'Elia (bairro Monaci), San Benedetto al Borgo, San Giorgio.
Outras igrejas estavam presentes nos bairros de Maggiordomo, de Vallenuova, de Niscima, Ogliastro, Monfalcone, Aere del Conte e Poggiarelli. De tempos mais recentes, temos a Igreja del Sacro Cuore na comarca de Borgo Pietro Lupo.

#### Lista de igrejas
- Chiesa di San Pietro;
- Chiesa di Sant'Agrippina;
- Chiesa di Santa Maria Maggiore;
- Chiesa della Madonna di Odigitria;
- Chiesa di San Tommaso Apostolo com o anexo do ex-Colegio dos Jesuítas;
- Ex chiesa di Santa Maria della Porta;
- Igrejinha de Santa Caterina;
- Igreja de San Francesco d'Assisi;
- Igreja de San Vito (Santa Maria delle Grazie) e convento dos Padres Capuchinhos;
- Parlatorio Monastero di Santa Maria degli Angioli;
- Ex Igreja de Santa Teresa d'Avila;
- Igreja da Madonna della Mercede;
- Igreja e convento de Sant'Antonio Abate;
- Igreja de Santa Margherita;
- Igreja Santo Spirito;
- Igreja de San Sebastiano;
- Igreja de SS. Salvatore;
- Grotta de Sant'Agrippina

### Lugares de interesse ambiental
Os locais de interesse ambiental são diversificados: Poggio Rocchicella, Monte Catalfaro, Grutas de Caratabia, Lago Naftia (explorado por uma empresa que extrai CO2), o canyion do vale Lamia e as Grutas de Sant'Agrippina, o vale do Fiume Caldo, o bosque de pinheiros marinhos de Ballarò (propriedade privada), o planalto de Camuti etc.
O sítio arqueológico de Poggio Rocchicella - Palikè perto Palagonia
O Santuário dos Palikoì em Poggio Rocchicella foi escavado por Brian McConnell e Laura Maniscalco e escritos sobre este sítio dependem muito desta escavação. O local foi usado até o segundo/terceiro século d.C. Diodoro Siculo diz que neste Santuário eram feitos importante juramentos que serviam para resolver disputas entre pessoas de diferentes poderes (cf Federica Cordano. Il Santuário dei Palikoí. Aristonothos, n. 2. Università degli Studi di Milano, 2008) (Google Maps 37.33113,14.703312. Per vedere area archeologica di Paliké .
Bosque de Ballarò
Gruta de Carratabia
Vale do Fiume Caldo
Planalto Camuti
Canyon do vale Lamia e a Gruta de Grotta di Sant'Agrippina
Monte Catalfaro

## Geografia humana

### Comarcas (Frazione) e bairros
Mineo tem uma única comarca, o Borgo. Borgo Pietro Lupo fica aprox. a 17 km do centro de Mineo.
A cidade é dividida em bairros que correspondem às três paróquias, a divisão é definida por  três ruas que irradiam a partir da praça central Piazza Ludovico Buglio em direção da  periferia. Essas ruas são: Via Palica (Varanna, Via Grande), que separa o bairro de  Sant'Agrippina do de San Pietro. Via Divisione que separa o bairro de San Pietro do de Santa Maria. Viale Crispi (Tri Pali) que separa o bairro de Santa Maria do de Sant'Agrippina .
Comparação entre a Mineo de 1843 e a de 2013
- Sant'Agrippina
- San Pietro
- Santa Maria

Além da divisão em bairros, há uma informal em rioni, o lugar onde tradicionalmente se organiza a vida social da comunidade.
- Sant'Agrippina:

- - Pusterna
  - Chiazza (Piazza)
  - Faraporta (fora dos muros - Viale delle Rimembranze)
  - Muros de Sant'Arpina (Muros de Sant'Agrippina)
  - Sant'Austinu (Sant’Agostino)
  - Rabbato

- San Pietro:

- - Litria (Odigitria)

- Santa Maria:

- - Muro de Santa Maria
  - Rocca
  - San Franciscu (San Francesco)
  - Santu Puolitu (Sant’Iippólito)
  - Acquanova
  - Tagghiata (Via Sotto Castello)

### Toponomástica

#### Urbana
A toponímia urbana se refere, na maioria dos casos, a famílias, personalidades ou acontecimentos relacionados com Mineo. Quando a administração da cidade (primeira metade do século XIX) decidiu nomear ruas e estradas de uma forma única, com base em "ilhas" ou blocos de moradias, na maioria das vezes se assumia o nome de uma das famílias proprietárias (Via Cardello, Via Messina, Via  Renda etc.). Em alguns casos, são usados nomes de lugares preexistentes (em particular, os lugares de culto, por exemplo, Via Santa Croce, Largo de Santa Maria, Via San Francesco, etc.). Em princípio, todas as sucessivas administrações têm mantido a política de nomeação das ruas, vielas, pátios e praças levando em consideração o patrimônio cultural e civil (Via Luigi Capuano, Via Paolo Maura, Via Erice (uma das antigas Mene), Via Ducezio etc.). No entanto, na primeira metade do século XX, recorreu-se às vezes a nomes relacionados com a tradição do Renascimento e com os “mitos” do nacionalismo de verve saboiano ou fascista (Via Roma, Via Umberto I, Via Carlo Alberto, pátio Baisizza etc.). O grande desenvolvimento urbano dos anos 80 e 90 do século passado exigiu a nomeação de 50 novos locais públicos (ruas, praças, museus, jardins, etc.). Também neste caso, foram usados nomes de personalidades do mundo da cultura (via Matteo Zuppardo etc.), da ciência (via Corrado Luigi Guzzanti etc.), da história (via Pietro Rizzo) ou nomes relacionados a acontecimentos históricos (via Rotta del Conte etc.) de Mineo. Ao lado de uma toponímia oficial temos uma oficiosa em siciliano, comumente usados por mineanos (Via Ducezio/Stratalonga, Via Palica/Varanna, subida dos Margi/a Scivula etc., Largo de San Pietro/Chianu ' e San Pietru etc.).

#### Extraurbana
A toponímia extraurbana se caracteriza pelo amplo uso de nomes de lugares associados com o Cristianismo. Há muitos bairros que têm nomes santos (San Giovanni, San Leonardo, Santa Maria degli Ammalati, etc.). Alguns se referem mais precisamente a cultos de rito bizantino (San Constantino , Papaianni etc.). Alguns topônimos  estão ligados a acontecimentos sócio-históricos: a presença árabe está ligada ao nome do bairro Favarotta (ar. Fawwara: "fonte") , ao conflito árabe-normando Boriotinto (campo tingido com o sangue dos vencidos) ou Saraceni (o lugar do acampamento das milícias islâmicas), no período angevino o nome Franca, etc. Outros nomes são claramente inspirados na orografia e hidrografia ('U Munti, Muntagna, Ciumi Caudu (Rio Quente), etc), outros na flora e fauna (Corvo, Cirasella, Auluvitu, Sparagogna etc.). Em alguns casos, está ligada a fatos antrópicos: U 'Mpisu (O enforcado), Donna Ragusa etc. Deve-se notar que essa toponímia tem traços conservadores; de fato numa comparação com os arquivos  paroquiais ou cartoriais dos séculos passados são comuns os nomes de bairros que desde o início do século XV, têm preservado o mesmo nome (Vallenuova, Camemi, Fontanelle, Poggio Spiga, Fiume Caldo, Marbucinu [Malvichini], Donna Ragusa, Baudiddi [Baldilli], Nicchiara [Niclare], Blancapiano [Brancaglano], Mungilutu, Vitali, Signurinu, Naftia [Nafittea], Petrasenula, Ruccueni [Roccovè] etc.).

## Sociedade
De acordo com dados do Dizionario Topografico della Sicilia, de Vito Amico, a população de Mineo em 1570 era de 8.456 (em 1525 existiam 1.631 fuochi); no século seguinte (cerca de 1625) caiu para 5.219. Em 1693 era de 6.723, em 1713, 5540; em 1824 5300, em 1832 caiu novamente para 5212; em aprox. 1859 6000. Em 1921 era de 11.971 e em 1931 de 11440. Segundo Afan de Rivera por volta de 1842, Mineo contava com 8300 habitantes. Estes dados parecem ser muito inconsistentes. População recenseada

## Demografia
| Variação demográfica do município entre 1861 e 2011                               |
|                                                                                   |
| Fonte: Istituto Nazionale di Statistica (ISTAT) - Elaboração gráfica da Wikipedia |

### Emigração
O fenômeno da emigração passou por várias fases.
- Primeira fase - até 1945 aprox: Os fluxos se dirigiam para as Américas e os Estados Unidos. Em 1897, cidadãos de Mineo embarcaram em Gênova no navio Agordat e desembarcaram no dia 10 de setembro do mesmo ano em Santos, para trabalhar em fazendas de café da região de Ribeirão Preto, Estado de São Paulo. Os imigrantes eram oriundos das famílias Buccieri, Cardello, Caruso, Casaccio, D'Amico, Gulizia, Mandra, Manfredi, Provenzano, Salemi, Silvestro, Speranza
- Segunda fase - 1945-1975 ca: Cerca de 4.000 jovens emigraram para a Suíça (Burgdorf, Genebra, Berna, Solothurn, etc.), Norte da Itália e, em menor medida, para a Austrália, Venezuela, Bélgica e Alemanha.
- Terceira fase - a partir de 1975 aprox. O fluxo é numericamente muito menor, mas sempre constante. Aqui estão envolvidos principalmente jovens escolarizados. Os destinos são o norte da Itália, Grã-Bretanha e outros países da União Europeia.

## Economia

### Agricultura
Projeto de plantação de cítricos de Zenia e Gebbia, comarca (contrada) de Canneto, 1890.
Empresas Ortogel
A paisagem natural é constituída de duas áreas bem distintas: o vale abaixo da área habitada, com sua exuberante plantação de cítricos, ocupa o Valle dei Margi, o lado extremo da planície de Catânia, a área montanhosa é ocupada com oliveiras, amendoeiras, bosques de nogueiras e outras culturas de árvores frondosas, enquanto uma pequena parte do território é ocupado por florestas.
A planície, antes cultivada com cereais, agora é ocupada quase toda por plantações de cítricos e se situa na área de produção do Consorzio di Tutela dell'Arancia Rossa di Sicilia. Segundo os registros foi o mineano Giacomo Tamburino o primeiro a iniciar, em 1890, a primeira plantação de laranjas com polpa vermelha, irrigada com águas subterrâneas bombeadas com tração animal (nòria: em dialeto "zènia") e coletadas em tanques ("gèbbia" do árabe jebḥ , "cisterna”). Segundo se relata, o engenheiro Marco Tamburino, neto de Giacomo Tamburino, foi quem fundou (1892) na antiga zona industrial de Caltagirone, o Ortogel, o mais importante complexo industrial siciliana (30.000 m² cobertos) para o congelamento do suco de laranja. As áreas de colinas, vocacionadas para o plantio de olivas, com condições climáticas adequadas, com refinadas técnicas de cultivo e moagem, constituem a combinação do nosso apreciado óleo de olive extra virgem, que devido à baixa acidez, o gosto delicado, o forte odor e a cor esverdeada brilhante é oficialmente reconhecido com a marca europeia D.O.P. "Monte Ebleus" zona de Calatino".

## Infra-estrutura e transporte

### Ferrovias
- Estação de Mineo.

## Cultura

### Personalidades nascidas ou ligadas a Mineo
Realizar uma lista exaustiva dos homens e mulheres ilustres nascidos ou ligados a Mineo não é uma tarefa fácil. Na verdade, são numerosas as personalidades que ali nasceram ao longo dos séculos<re>Corrado Tamburino Merlini, Cenni storico-critici delle antiche famiglie, degli uomini illustri e de’ più rinomati scrittori di Mineo, Stamperia G. Musumeci-Papale, Catania, 1846</ref>. Sem dúvida, os mais conhecidos são o condottiero siciliano Ducezio, os escritores Paolo Maura (1638-1711), Luigi Capuana (1839-1915) e Giuseppe Bonaviri (1924-2009). O pai do filósofo Emanuele Severino, Federico, nasceu em Mineo.
- Agrippina di Mineo, santa e mártir cristã, 234 - 258
- Ducezio, rei dei sículos, condottiero, Menai (Mineo) 498/488 a.C. - Calacta 440 a.C. (nascimento incerto entre Noto e Mineo)
- Adinolfo di Mineo, participou da revolta de Vespro, Mineo 1264 - Trapani 1287
- Antonio Buglio, diplomata e núncio apostólico, Mineo fim século XV - Palermo 1548
- Matteo Zuppardo, poeta, Mineo século XV.
- Pietro Bartoluccio, poeta, Mineo século XVI.
- Ludovico Buglio, sinologo e missionário jesuíta na China, Mineo 1606 - Pequim 1680
- Orazio Capuana Yaluna, poeta, Mineo 1606 - Mineo 1691
- Paolo Maura, poeta, Mineo 1638 - Mineo 1711
- Marco Tamburino Salemi, procurador do reino, prefeito, capitão de justiça.[29]
- Mineo 1755 -
- Agrippino Maggiore, pintor e decorador, atuou na região hibleia no século XVIII[</ref> G. Antoci, Il monastero e la chiesa di San Giuseppe, Ragusa 1997</ref>.
- Mario Tamburino Merlini, formado em utroque jure,[30] prefeito,[31] promotor junto com seu filho Pietro e os primos Giacomo e Giuseppe, da "vendita della carboneria em Mineo<ref.Arch. Stato Catania, Fondo Int. borbonica, busta 3146, anno 1820</ref> - Mineo 1767 - Mineo 1847.
- Corrado Tamburino Merlini, historiador, arqueólogo, pároco mor no colegiado de S. Agrippina, Mineo 1781 - Mineo 1850.
- Giacomo Tamburino Russo, formado em utroque jure,[32] co-promotor de "vendita" carbonara local, Mineo 1784 - Mineo 1857.
- Pietro Nicollò Tamburino Gaudioso, formado em itroque jure,[33] prefeito, co´promotor da "vendita" carbonara local, Minel 1793 - Mineo 1870.
- Giuseppe Tamburino Russo, sacerdote, formado em direito canônico,[34] co-promotor da "vendita" carbonara local, Mineo 17940 - Mineo 1857.
- Pietro Raffaele Tamburino Gaudioso, benedetino, superintendente dos bens culturais da Abadia de S. Martino delle Scale,[35] Mineo 1801 - Palermo 1834.
- Salvatore Greco dei Chiaramonte, herói garibaldino (busto de mármore em Roma, formado em medicina, Mineo 1835 - Roma 1910
- Luigi Capuana, ecritor, ensaista, professor universitário, Mineo 1839 - Catania 1915
- Corrado Luigi Guzzanti, sismóogo, Mineo 1852 - Mineo 1934
- Benedetto Cirmeni, jornalista, deputado e senador, subsecretário do Ministério da Educação, Mineo 1854 - Roma 1935
- Giuseppe Simili, jurista, escritor e jornalista, Mineo 1865 - Catania 1920
- Giuseppe Receputo Gulizia, historiador, Mineo 1865 - Mineo 1934
- Luigi Sturzo, políico italiano, Caltagirone 1871 - Roma 1951 (família originária de Mineo).[36]
- Antonio Albertini, magistrado, senator do reino, subsecretário da Justiça, Mineo 1872 - Roma 1966
- Mario Barbera, jesuíta, escritor, jornalista (Civiltà Cattolica), consultor da Congregação dos Seminários, Mineo 1877 - Roma 1947
- Luigi Ricceri, reitor dos salesianos, sexto sucessor de D.Bosco, Mineo 1901 - Castellammare di Stabia 1989
- Bennie Bonacio, pseudônimo de Sebastiano Bonacia, Mineo 1903 - Clearwater, USA 1974
- Pietro Rizzo, prefeito, Mineo 1907 - Genova 1985
- Croce Zimbone, escritor e crítico literário, Mineo 1912 - Gravina di Catania 1998
- Giuseppe Gambuzza, historiador, reitor da igreja do Colégio, Mineo 1913 - Mineo 2009
- Giuseppe Bonaviri, médico, escritor, poeta, Mineo 1924 - Frosinone 2009
- Modesto Sardo, homem político, prefeito de Mineo e presidente da Região Siciliana, Mineo 1929 - Catania 1991
- Giuseppe Greco, pintor naif, colaborador do Kunstmuseum di Basilea,[37] Mineo 1937-

### Bibliotecas e arquivo histórico
- Biblioteca Municipal Luigi Capuano
  - Ex-biblioteca dos Padres Capuchinhos
  - Biblioteca em Esperanto doada pelos herdeiros do prefeito Pietro Rizzo
  - Fundo Capuana
  - Fundo Croce Zimbone
- Arquivo Histórico Giuseppe Receputo Gulizia.

### Museus e outras instalações
- O Auditório Municipal
- Museu Cívico Corrado Tamburino Merlini
- Museu Etno-antropológico - Museu da Memória
- Museu de Sismologia e Meteorologia Corrado Luigi Guzzanti
- Casa Museu Luigi Capuano
- Centro Intercultural João Paulo II e Auditório Municipal.

### Sociedade de Estudos sobre Mineo
- Informações
- Artigos e documentos
- Atividades
- Imagens de Mineo

## Administração

### Administrações anteriores

#### Prefeitos (República Italiana, desde 1946)
- Anna Aloisi (a partir de 2013)
- Castania Giuseppe (2003-2013)
- iuseppe alvejado (1995-2003)
- Mario Salamanca (1990 -?)
- Giancarlo Manenti (1990), comissário regional
- Patrizio Dmigella (1983)
- Modesto Sardo (1957-1959)
- Giuseppe Tamburino Capuana (1955-1955)
- Carmelo Ballarò (1950-1953)
- Emanuele Curti (1946-1949)

#### Podesta (1925-1945)
- Alfredo Tamburino (1941-1944)
- Croce Albertini (1924-1940)

#### Prefeitos (Reino da Itália 1861-1925)
- Croce Albertini (1924-1925)
- Vincezo Ciancico (1920-1923)
- Giacomo Tamburino Muratori (1902-1910)
- Luigi Capuana (1885-1888)
- Luigi Capuana (1872-1875)
- Francesco Spataro Ferreri (1869-1872)

#### Prefeitos (Reino das Duas Sicílias 1816-1861 )
- Francesco Spataro (1855 -?)
- Giuseppe Tamburino Gulizia (1850-1850).[38]
- Pietro Nicolò Gaudioso (1843-1845).[39]
- Antonio Maria Bellone (1840-1843).[40]
- Giuseppe Morgana ( ? -1840)
- Giacomo Tamburino Russo ( 1829 - ?)
- Francesco Sturzo (ou Sturso) (1824)

#### Prefeitos (Reino da Sicília 1735-1816)
- Marco Tamburino Salemi (1810-1811).[41]
- Santo Tamburino Salemi (1799-1800).[42]
- Mario Tamburini Merlini (1795-1796).[31]

### Gemellaggi
Mineo mantém gemellaggio com:
•  Unieux

## Galeria de fotos

### Fotos de Mineo
|  |  |  |
|  |  |  |
|  |  |  |